# Marion Koch
Marion Koch (* 1958) ist eine nach einem Tritt ihres Pferdes erblindete deutsche Dressurreiterin. Sie ist Botschafterin für die Christoffel-Blindenmission.

## Leben
Bereits als Kind lernte Marion Koch das Reiten. 1992 kaufte sie ihr erstes Pferd, den Trakehner-Schimmel Skandor (geb. 1990, von Marduc), mit dem sie bis zu ihrer Erblindung erfolgreich Wettbewerbe bestritt.
Nach dem Abitur studierte Koch Modedesign.
Ihre Sehkraft büßte Koch durch eine Sehnervquetschung nach einem Huftritt ihres Pferdes Goldstück ins Gesicht am 29. August 2001 ein. Danach begann ein aufwendiger Rehabilitationsprozess. Seit 2003 reitet Koch auf nationalen und internationalen Turnieren. Seit 2006 reitet sie den Wallach Sir Charles. Zu ihren größten sportlichen Erfolgen gehören die Bronze-Medaille in der Einzel-Para-Dressur (Grade 3) und die Gold-Medaille mit der Mannschaft bei den Para-Panamerikanischen Spielen in Mar del Plata (Argentinien) sowie der zweite Platz bei den deutschen Meisterschaften 2005.
Koch ist verheiratet und hat drei Söhne. Ihr Blindenführhund ist seit Dezember 2002 der Labrador Retriever Bernie. Koch reitet für den RFV Hoisdorf.

## Reitsport für Blinde
Bei der Ausübung des Reitsports ist Koch neben ihrem Pferd noch auf weitere vier so genannte Caller angewiesen. Diese stehen außerhalb des Dressurvierecks und geben durch Zurufe die Position des Pferdes an die Reiterin weiter. Marion Koch nimmt an Turnieren mit dem Behinderungsgrad III (Stand 2008) teil. Bei Turnieren erweist sich die Begleitmusik bei zu hoher Lautstärke als Problem, da sie die Stimmen der Caller übertönen kann. Beim Reiten müssen ein erhöhter Gehör-, Geruchs-, Tast- und Gleichgewichtssinn die fehlende Sehleistung ausgleichen. Bei der Ausübung des Reitsports als Leistungssport ist zudem ein ständiger Begleiter vonnöten, der Koch auf die Turniere begleitet.

## Auszeichnungen und sportliche Erfolge
- 2005 – FN-Ehrenzeichen in Silber
- 2005 – Vierter Platz bei der Para Dressur-Europameisterschaft
- 2005 – Zweiter Platz bei den deutschen Meisterschaften hinter Bettina Eistel
- 2004 – Ersatzreiterin bei den Paralympics 2004 in Athen
- 2003 – Argentinien, Bronze in der Einzel-Para Dressur (Grade 3) und Gold mit der Mannschaft bei den Para-Panamerikanischen Spielen
- 2003 – Nominierungen für den Nationalkader als Ersatzreiterin für die Weltmeisterschaft 2003 in Belgien